# Wola Łagowska
Wola Łagowska – wieś w Polsce położona w województwie świętokrzyskim, w powiecie kieleckim, w gminie Łagów.
Była wsią biskupstwa włocławskiego w województwie sandomierskim w ostatniej ćwierci XVI wieku. W latach 1975–1998 miejscowość administracyjnie należała do województwa kieleckiego.
Przez miejscowość przebiega droga wojewódzka nr 756.
W roku 1992 mieszkało tu 511 osób, było 119 zagród i 744,59 ha gruntów. W czasie spisu powszechnego w 2011 r. naliczono 535 mieszkańców.
W skład sołectwa Wola Łagowska wchodzą: wieś Wola Łagowska oraz kolonie: Brzeziniec, Olszowiec, Pustka i Wola Łagowska-Zagościniec.

## Części wsi
| SIMC    | Nazwa       | Rodzaj    |
| ------- | ----------- | --------- |
| 0248148 | Baraniec    | część wsi |
| 0248154 | Kącik       | część wsi |
| 0248160 | Kąty        | część wsi |
| 0248177 | Kozie Górki | część wsi |
| 0248183 | Nowa Wieś   | część wsi |
| 0248190 | Olszowiec   | część wsi |
| 0248208 | Stara Wieś  | część wsi |

## Historia
W 1356 r. Maczeyowa Wolya. Wtedy to Maciej, biskup włocławski, zezwolił kmieciowi Pawłowi na osadzenie, na prawie średzkim, wsi między Łagowem, Gęsicami, Sadkowem, Bardem i Czyżowem. Zasadźca uzyskał 10 łanów lasu znajdującego się nad Michałową rzeką. Paweł dał za przywilej pewne pieniądze. Otrzymał trzeci denar zysków z kar, karczem, jatek itp.
Biskupia nazwa wsi nie przyjęła się. W 1382 i w 1419 r. miejscowość wzmiankowana jako Pawłowa Wola. Z kolei w roku 1441 wymieniony With, sołtys de Lagowska Wola.

Według Długosza w Pawłowej Woli było 8 ½ łanów kmiecych, 

z których dają czynsz w wysokości jednej grzywny, karczma z rolą i 3 zagrodników z rolami. Kmiecie pańszczyzny nie robią, odrabiają rocznie 4 dni pomocznego - po dwa przy orce i przy żniwach, zwożą kamienie do młyna, odrabiają łąkę biskupa, czynszu nie opłacą, płacą łącznie 1 wiardunek obiednego. Zagrodnicy płacą po 8 gr do 1 wiardunku. Dziesięcinę o wartości 6 grzywien oddawano biskupowi włocławskiemu. Sołectwo osadzone na dwóch łanach, dające dziesięcinę wartości 1 grzywny plebanowi w Łagowie. Sołtys ma obowiązek wyruszać na pospolite ruszenie oraz płacić 1 wiardunek obiednego.

Na początku XVI w. wieś miała 5 łanów osiadłych. Czynsz wynosił po ½ grosza, płacony w dwóch ratach oraz owsa po 6 korcy. Karczmarz płaci ½ gr. Całkowity dochód ze wsi wyniósł 5 grzywien. W roku 1510 sołectwo w Woli obejmowało 2 ½ łana. W rewizji dóbr biskupich z 1534 r. Łagowska Wola miała łanów osiadłych 6, pustych 4; kmiecie płacić winni czynsz w wysokości 24 groszy, 6 korczyków owsa, dawać 3 koguty i 30 jaj. Powinni rocznie odrabiać po 12 dni w dobrach biskupa. Zagrodników 3 płaci po 8, czwarty po 12, a karczmarz płaci po 24 groszy. Wójt obiednego opłacał 1 wiardunek.
Regestr poborowy województwa sandomierskiego z roku 1578 wymienia tu 4 kmieci osadzonych na 4 łanach, 4 zagrodników z rolą, sołectwo zwane Gliasz, osadzone na 1 łanie. Dziesięcina ze wsi wyniosła 4 grzywny i 24 grosze.
Inwentarz z roku 1598 wyszczególnia 10. poddanych, sołectwo zwane Gładysz osadzone na 2 łanach oraz munera bez przywileju. Poza tym wymienia trzech kmieci, osadzonych na półłankach: wdowa Sławkowa, Bartłomiej Szocha i Jan Szocha płaciło po 48 groszy. Osadzeni na ćwierćłankach: Benedykt Klilian, Jan Kocziei, Stanisław Bartkowicz, Wojciech Łaszek, Andrzej Czerwiecz, Wojciech Bartkowicz, Mikołaj Sikora, płacili po 24 grosze. Przy wsi znajdowała się karczma, z której karczmarz płacił 24 grosze czynszu. Sześciu zagrodników płaciło po 18 groszy. Dziesięcina bywała wykazywana przy folwarku w Piórkowie. Całkowity dochód ze wsi wynosił: florenów 36 i 6 gr, kapłonów 14 oraz 3 kopy jaj. We wsi dwa młyny: pierwszy zwany Czerw, należący do młynarza Grzegorza, a drugi – Straszewski, należący do Szymona Strasza.
W materiałach osiemnastowiecznych zapisano, że w Woli było 25 dymów i dwór wójtowski z dwoma dymami. Na mapie Galicji Zachodniej wieś oszacowano na 39 domów, 40 mężczyzn i 10 koni.
W roku 1827 wieś rządowa licząca 40 domów i 294 mieszkańców. Pod koniec XIX w. miejscowość w Powiecie opatowskim, gmina i parafia Łagów. W 75. domach mieszkało 535 osób. Ziemia włościańska o powierzchni 1251., a rządowa 47 morgów.
W roku 1921 naliczono tu 108 budynków z przeznaczeniem mieszkalnym i 704 mieszkańców (338 mężczyzn i 366 kobiet). Wszyscy zadeklarowali narodowość polską i wyznanie rzymskokatolickie.
Grunty wsi były skomasowane w roku 1944.

## Zabytki
- dom drewniany, około 1920 r.
- kapliczka słupowa, drewniana z 1 ćw. XX w. (przy skrzyżowaniu dróg Gęsice-Łagów)
- krzyż-figura murowana, z 1911 r., z krucyfiksem, przy drodze do Łagowa[7]

## Demografia
Wykres liczby ludności Woli Łagowskiej od 1827 roku: